# Кондулукова, Вера Ивановна
Ве́ра Ива́новна Кондулу́кова (Юрко; род. 7 января 1951, Куйбышев) — советская и российская художница, профессор, заслуженный художник Российской Федерации, почётный член Российской академии художеств (2023).

## Биография
Родилась 7 января 1951 года в Куйбышеве. Училась в Самарской художественной школе, затем — в Пензенском художественном училище.
В 1983 году окончила Ленинградский институт живописи и архитектуры имени И. Е. Репина, где занималась в мастерской профессора Бориса Сергеевича Угарова.
В 1983 году участвовала во всероссийской выставке «Голубые дороги Родины» в Ленинграде.
С 1986 года является членом Союза художников России.
В 1987—1990 годах была членом правления Тольяттинской организации Союза художников России.
В 1991 году принимала участие во всероссийской выставке «Портрет современника» в Москве.
В 1994 году участвовала в выставке «Два Автограда» по программе конференции ЮНЕСКО «Культура малых городов» (Франция, Германия).
В 1996 году был выпущен альбом-монография «Вера и Сергей Кондулуковы. Живопись».
В 2001 году была удостоена почётного звания «Заслуженный художник Российской Федерации».
С 2002 года занимается преподавательской деятельностью. В 2006 году ей присвоено учёное звание профессора, работает на кафедре живописи и художественного образования Тольяттинского государственного университета.
В 2018 году приняла участие в V Межрегиональной академической выставке-конкурсе «Красные ворота / Против течения», где была награждена дипломом Российской академии художеств и удостоена премии им. И. Е. Репина в сфере современного изобразительного искусства.
За годы творческой деятельности приняла участие в более 100 всесоюзных, республиканских, областных и международных выставках в России и за рубежом, в том числе персональных — в Финляндии, Кипре, Германии, Италии.
Работы хранятся в художественных музеях Ульяновска, Тольятти, Самары, Хельсинки (Финляндия), Лимассол (Кипр).

## Семья
Муж — Сергей Никитович Кондулуков, заслуженный художник Российской Федерации, член Российской академии художеств.
Сын — Алексей (род. 1972), известный журналист.

## Творчество
Среди основных произведений станковой живописи:
- Кандалакшский залив (1975)
- Один из Иванов Денисовичей (1980)
- Разделка рыбы (1983)
- Ветреный день. Байкал (1983)
- Разговор (1983)
- Сашок-спортсмен (1984)
- Октябрёнок Люба (1984)
- Весёлый разговор (1985)
- Возвращение в родные места. 1945 год (1986)
- Инна (1990)
- Портрет матери (1992)
- Натюрморт с черносливом (1993)
- Раскопки древнего города. Остров Кипр (1994)
- Букет черемухи в банке (1995)
- Вечер в охотничьем доме (1997)
- Интерьер в доме фрау Вег. Германия (1999)
- Лошади на ферме (2001)
- Над Волгой (2004)
- Перед грозой (2005)
- России тихий уголок (2013)
- Схождение благодатного огня (2018)